# Мір Касім
Мір Касім (помер 8 травня 1777) — наваб Бенгалії від 1760 до 1763 року.

## Життєпис
Був зведений на престол за допомогою Британської Ост-Індійської компанії, змістивши таким чином Мір Джафара, який на той час конфліктував з англійською адміністрацією. Невдовзі спалахнув конфлікт між британцями й голландцями, в результаті якого голландці зазнали поразки, а Мір Джафар відіграв провідну роль в усуненні Мір Касіма від влади. Після цього Мір Касім став до боротьби з англійцями, зазнавши поразки у Битві під Буксарі. Та битва стала переломною та фактично гарантувала англійцям перемогу у Третій Карнатській війні.